# Nowy Dwór (Zakrzów)
Nowy Dwór – przysiółek wsi Zakrzów w Polsce, położony w województwie opolskim, w powiecie kędzierzyńsko-kozielskim, w gminie Polska Cerekiew.
W latach 1975–1998 przysiółek administracyjnie należał do ówczesnego województwa opolskiego.
Nazywany jest przez miejscowych mieszkańców Annahof, od imienia byłej właścicielki tego terenu, Anny. Według legendy została ona zamordowana a jej duch błąkał się po okolicy.